# Tsukada Yuji
Yuji Tsukada (塚田 雄二, sinh ngày 28 tháng 12 năm 1957) là một huấn luyện viên và cựu cầu thủ bóng đá người Nhật Bản.

## Sự nghiệp Huấn luyện viên
Yuji Tsukada đã dẫn dắt Ventforet Kofu và Cerezo Osaka.